# Sebastián Garrocq
Sebastián Garrocq (Córdoba, 27 novembre 1979) è un pallavolista argentino.
Gioca nel ruolo di libero nel Bolívar.

## Carriera
La carriera professionistica di Sebastián Garrocq inizia nel 2004, quando viene ingaggiato dal Boca Juniors nel campionato di Liga A2, centrando la promozione in Liga A1 de Vóley, dove esordisce nel campionato 2005-06. Si trasferisce quindi all'Azul nel campionato 2007-08, prima di approdare al Gigantes del Sur nel campionato seguente. 
Nella stagione 2009-10 inizia una lunga militanza nell'UPCN, club col quale vince sette scudetti, tre edizioni della Coppa ACLAV, sei della Coppa Máster, il Torneo Súper 8 2010 e due titoli continentali, impreziosendo i suoi successi con numerosi riconoscimenti individuali; tra il 2014 e il 2015 gioca anche per la nazionale argentina.

## Palmarès

### Club
- Campionato argentino: 7

2010-11, 2011-12, 2012-13, 2013-14, 2014-15, 2015-16, 2017-18
- Coppa ACLAV: 3

2012, 2013, 2015
- Coppa Máster: 6

2010, 2011, 2013, 2014, 2016, 2017
- Torneo Súper 8: 1

2010
- Campionato sudamericano per club: 2

2013, 2015

### Premi individuali
- 2011 - Campionato sudamericano per club: Miglior ricevitore
- 2012 - Campionato sudamericano per club: Miglior difesa
- 2013 - Campionato sudamericano per club: Miglior libero
- 2014 - Campionato sudamericano per club: Miglior libero
- 2014 - Liga Argentina de Voleibol: Miglior difesa
- 2018 - Liga Argentina de Voleibol: Miglior libero